# Monstera tenuis
Monstera tenuis — вид квіткових рослин з родини кліщинцевих (Araceae).

## Розповсюдження
Місцем проживання цього виду є Коста-Рика, Нікарагуа, Панама. Ця витка рослина росте переважно у вологому тропічному біомі.